# Pëtr Boborykin
Pëtr Dmitrievič Boborykin (in russo Пётр Дми́триевич Боборы́кин?; Nižnij Novgorod, 15 agosto 1836 – Lugano, 12 agosto 1921) è stato uno scrittore, drammaturgo e giornalista russo.

## Biografia
Cominciò la sua carriera come commediografo con Il proprietario di una sola corte (1860) e Il bambino (1861), proseguì come giornalista in riviste nazionali quali Otečestvennye Zapiski, Severnyj vestnik, Russkaya mysl, The Artist e Vestnik Evropy, di tendenza liberale in un primo tempo, populista in seguito. 
Prolifico romanziere, è accreditato per aver implementato la parola «intelligencija» nella cultura russa-sovietica da quella tedesca, dov'era usata per descrivere la parte della società impegnata in attività intellettuali. 
Ebbe in comune con Ivan Sergeevič Turgenev la sensibilità per i mutamenti della coscienza sociale di cui cercò di farsi storico e interprete; il suo stile propendette verso il naturalismo e venne definito uno "Zola russo".
Nel 1900 è eletto membro onorario dell'Accademia russa delle scienze.

## Opere

### Romanzi
- Vasilij Tiorkin[1] (Василий Теркин) (1892)
- Di passaggio[3] (Проездом) (1884)
- Однокурсники (1901)
- Sacrificio serale[1] (Жертва вечерняя) (1868)
- Долго ли? (1875)
- Kitaj-Gorod[1] (Китай-город) (1882)
- Поумнел (1890)
- Неизлечимые (1894)
- Прозрела (1895)
- С убийцей (1895)
- По-американски! (1900)